# Gozón
Gozón – gmina w Hiszpanii, w prowincji Asturia, w Asturii, o powierzchni 81,73 km². W 2011 roku gmina liczyła 10 763 mieszkańców.